# Val-de-Ruz
Val-de-Ruz (toponimo francese) è un comune svizzero di 17 410 abitanti del Canton Neuchâtel; ha il titolo di città.

## Geografia fisica
Il comune territorio del comune di Val-de-Ruz comprende gran parte dell'omonima valle formata dal fiume Le Seyon, a nord del lago di Neuchâtel.

## Storia
In seguito all'esito favorevole del referendum del 27 novembre 2011, il comune di Val-de-Ruz è stato istituito il 1º gennaio 2013 con la fusione dei comuni soppressi di Boudevilliers, Cernier, Chézard-Saint-Martin, Coffrane, Dombresson, Engollon, Fenin-Vilars-Saules (a sua volta istituito nel 1875 con la fusione dei comuni soppressi di Fenin, Saules e Vilars), Fontainemelon, Fontaines, Le Pâquier, Les Geneveys-sur-Coffrane, Les Hauts-Geneveys, Montmollin, Savagnier e Villiers; capoluogo comunale è Cernier.

## Società

### Evoluzione demografica
Val-de-Ruz è il terzo comune più popolato del Canton Neuchâtel; l'evoluzione demografica è riportata nella seguente tabella:
Abitanti censiti

## Geografia antropica

### Frazioni
Le frazioni di Val-de-Ruz sono:
- Boudevilliers[7]
  - La Jonchère
  - Landeyeux
  - Malvilliers
- Cernier[8]
  - Montagne
- Chézard-Saint-Martin[9]
  - Grand-Chézard
  - Petit-Chézard
  - Saint-Martin
- Coffrane[10]
- Dombresson[11]
  - Les Vieux-Prés
- Engollon[12]
- Fenin-Vilars-Saules[13]
  - Fenin[14]
  - Saules[15]
  - Vilars[16]
- Fontainemelon[17]
  - Les Loges
- Fontaines[18]
- Le Pâquier[19]
  - Derrière-Pertuis
  - La Joux-du-Plâne
  - Les Bugnenets
- Les Geneveys-sur-Coffrane[20]
- Les Hauts-Geneveys[21]
- Montmollin[22]
- Savagnier[23]
  - Le Grand-Savagnier
  - Le Petit-Savagnier
- Villiers[24]
  - Clémesin

## Infrastrutture e trasporti

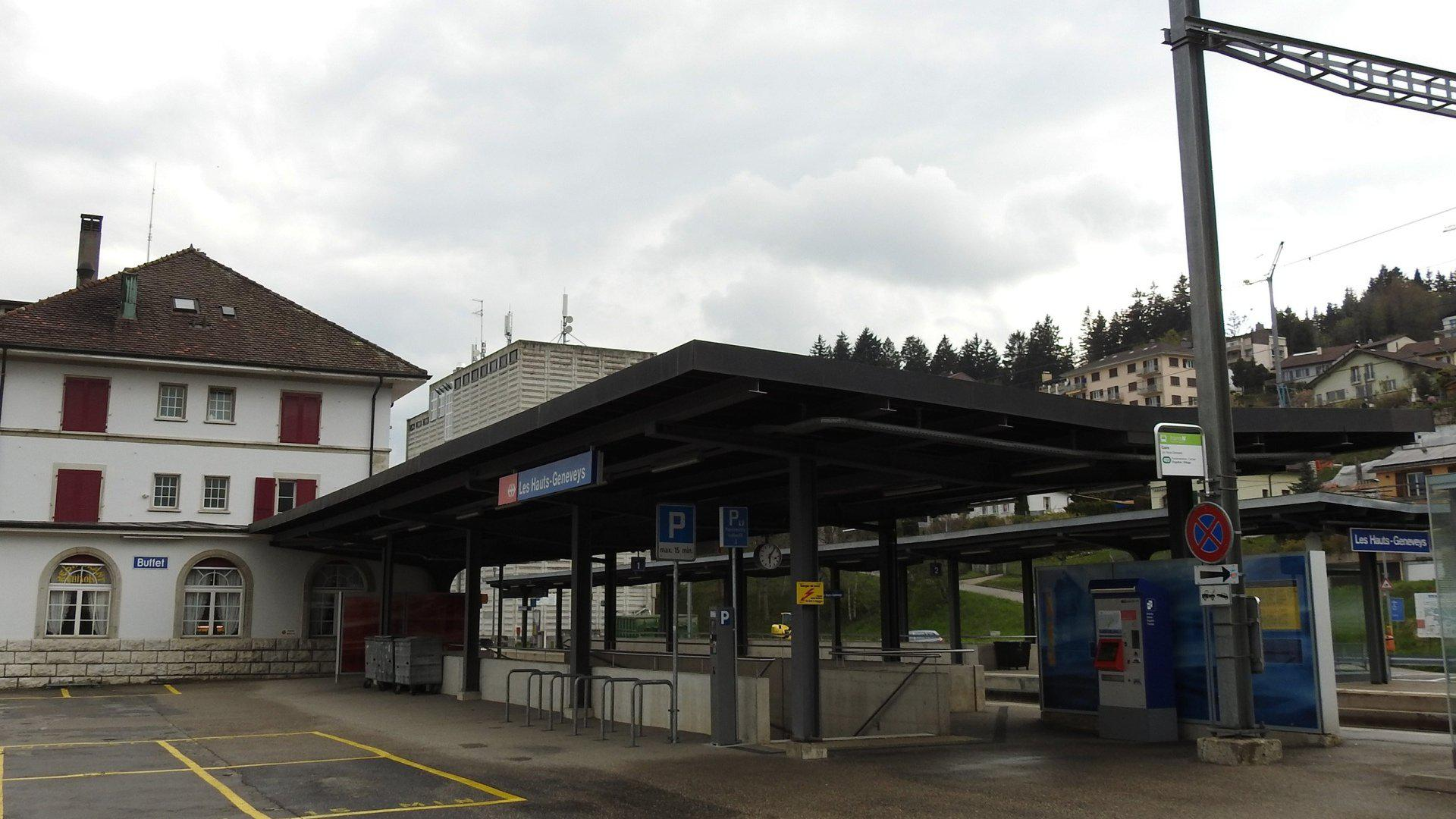
La stazione di Les Hauts-Geneveys

Val-de-Ruz è servito dall'autostrada A20 (uscita di Les Hauts-Geneveys) e dalle stazioni di Les Geneveys-sur-Coffrane e di Les Hauts-Geneveys sulla ferrovia Neuchâtel-Le Locle (quella di Montmollin-Montezillon è stata soppressa nel 2015).